# Le Temple du passé
Le Temple du passé est un roman de science-fiction de l'auteur français Stefan Wul, paru en 1957.

## Argument
La fusée terrienne F.1313 s'est échouée sur une planète à l'atmosphère saturée de chlore. Dans l'astronef, le matériel et la structure métallique sont très endommagés, tandis que trois membres d'équipage seulement ont survécu : le capitaine Massir, le quartier-maître Raol et le médecin-stagiaire Jolt. Après avoir mené quelques recherches en extérieur grâce à son scaphandre, le capitaine Massir fait une découverte aussi extraordinaire qu'effrayante : le vaisseau est bloqué dans l'estomac d'un monstre marin géant infesté de serpents-suceurs !

## Présentation de l'œuvre
Le Temple du passé est le sixième roman de Stefan Wul et le dernier à paraître en 1957. Il est composé de quatre parties divisées en chapitres souvent brefs. Les différentes parties du roman permettent à l'auteur de découper son récit en périodes qui peuvent être éloignées de quelques mois, de plusieurs années ou de plusieurs siècles.
L'auteur raconte que l'idée de départ lui fut fournie par un article de journal racontant que deux Allemands avaient été retrouvés dans les sous-sols de Varsovie après quinze années de vie recluse et dans l'ignorance totale de la fin de la guerre.
Si la trame romanesque est très originale dans la production de l'auteur, les thèmes abordés font partie du fonds commun de son œuvre : le voyage dans les replis de l'anatomie (comme dans Retour à « O », 1956) et l'origine non humaine de la civilisation terrienne (thème déjà présent à une autre échelle dans Niourk ou Oms en série, 1957).

## Résumé
La fusée terrienne F.1313 s'est échouée sur une planète à l'atmosphère saturée de chlore. Dans l'astronef, le matériel et la structure métallique sont très endommagés, tandis que trois membres d'équipage seulement ont survécu : le capitaine Massir, le quartier-maître Raol et le médecin-stagiaire Jolt. Après avoir mené quelques recherches en extérieur grâce à son scaphandre, le capitaine Massir fait une découverte aussi extraordinaire qu'effrayante : le vaisseau est bloqué dans l'estomac d'un monstre marin géant infesté de serpents-suceurs !
N'ayant pas réussi à contacter d'éventuels secours, les trois survivants imaginent une solution scientifique à leur situation : manipuler bio-chimiquement le poisson géant et le faire évoluer au stade du batracien pour le rendre capable de rejoindre la terre ferme. Le médecin-stagiaire Jolt diffuse alors dans les veines du monstre une solution de radio-souffre pour obtenir une image précise de la structure de l'animal et prépare le traitement mutagène de l'animal. Lors d'un spasme de l'animal, le quartier-maître Raol, mal sanglé, trouve la mort à bord de l'astronef.
La mutation s'est achevée, le gigantesque poisson est désormais doté de six courtes pattes et ressent le besoin de respirer l'air à la surface de la mer de chlore. Au bout de quelque temps, l'animal hybride se hisse sur une plage, mais sa démarche maladroite le fait retomber dans l'océan de chlore. Les deux survivants attendent un nouvel échouage du batracien géant et décident de l'obliger à rester sur la plage en détournant les influx électriques des nerfs des membres gauches de l'animal – ce qui leur permet en même temps de recharger toutes les batteries de leur fusée. Semi-paralysé, l'animal sort de la flaque de boue où il s'était réfugié, se hisse sur un promontoire et y termine ses jours. Une fois décomposé, la fusée et ses deux occupants, enfin libérés de leur prison de chair, se retrouvent au centre d'une immense colonnade d'os de squelette.
Lorsqu'ils sortent pour explorer la plage où s'était réfugié le monstre, les deux scaphandriers découvrent des œufs qui donnent naissance à des lézards. Jolt est persuadé que ces œufs ont été pondus par le monstre qui les avait engloutis. Les deux hommes constatent très vite que les lézards évoluent très vite, sont doués d'intelligence et communiquent par télépathie. Ils se mettent à les aider pour améliorer leurs constructions et deviennent ainsi des sortes de divinités vivantes pour les milliers de lézards des marais. Malgré l'aide des lézards, les deux survivants ne réussissent pas à positionner leur fusée réparée sur son tremplin de décollage et Jolt meurt dans un accident. Massir, demeuré seul, assiste à l'épuisement de ses batteries et finit par se cryogéniser dans un bloc de cristal artificiel.
Dix mille ans plus tard, intrigué par un message de détresse passant en boucle, un astronef terrien se pose sur la planète de chlore à la recherche de la source émettrice du message. Arrivés dans le marais, les hommes sont cernés par des lézards qui les accompagnent sur une acropole en forme de temple. Dans le sanctuaire, les hommes découvrent un immense monolithe avec à l'intérieur Massir, qui meurt juste après avoir crié une dernière fois le nom de sa femme, Neïde. L'historien-sociologue Lopez annonce à tous que cet homme était le dernier Atlante, cette civilisation qui avait porté la culture chez les anciens Égyptiens et Mayas.

## Personnages principaux
- Carl, commandant de la seconde expédition sur la planète de chlore ;
- Jolt, médecin stagiaire à bord de la fusée F.1313 ;
- Lopez, historien-sociologue du second astronef terrien ;
- Massir, capitaine de la fusée F.1313 échouée sur une planète de chlore ;
- Raol, quartier-maître de la fusée F.1313 ;

## Commentaires

### Origine mythique de la civilisation humaine
À l'instar de Niourk ou de Oms en série, l'auteur aime à imaginer une origine non humaine à la civilisation humaine ou bien à son renouveau. Dans le Temple du passé, Stefan Wul tire profit de la légende de l'Atlantide évoquée dans les écrits du philosophe grec Platon.
Dans l'univers fictif de l'auteur, la civilisation de l'Atlantide règne sur la Terre au temps des dinosaures avec pour capitale, la ville de « Tlante ». La civilisation des Atlantes possède des connaissances immenses qui permettent une urbanisation dense et des transports motorisés, ainsi que des voyages intersidéraux lointains. Les Atlantes reçoivent la visite des Mayes et des Aigupts, les ancêtres des Mayas et des Égyptiens à qui ils ont légué les principes de l'écriture idéographique.
Si les Atlantes sont dans le roman à l'origine de la civilisation humaine, elle-même née des premiers Mayas et des premiers Égyptiens, ils ont également transmis le flambeau de la connaissance à une race fictive, les Srrebs, qui vivent sur la planète Vénus. C'est donc l'idée d'une transmission du savoir et de la lumière de la civilisation à l'échelle de l'univers que propose dans son roman Stefan Wul.

### Histoire des Mayas et des Égyptiens
Dans son roman, Stefan Wul met sur un même plan historique les Mayas et les Égyptiens pour en faire les légataires universels des anciens Atlantes disparus. Alors que l'Égypte antique connut son apogée au Ier millénaire av. J.-C., les Mayas durent attendre la moitié du premier millénaire de l'ère chrétienne pour être une civilisation florissante, entre le IIIe et le Xe de l'ère chrétienne. Le rapprochement historique de ces deux civilisations à une période reculée de l'histoire de l'humanité semble donc plus qu'improbable. Si les deux civilisations peuvent être rapprochées par leur usage d'une écriture idéographique, elles n'ont aucun élément culturel en commun du point de vue archéologique et culturel.
La connexion romanesque entre les Mayas et les Égyptiens a pu être suggéré à l'auteur par les travaux, aujourd'hui contestés, du comte Jean-Frédéric Waldeck qui entreprit d'explorer les sites mayas du Mexique et qui émit l'hypothèse d'un lien étroit entre ces deux civilisations, croyant même reconnaître dans les symboles mayas certains hiéroglyphes antiques. Mais d'un point de vue romanesque, le legs fictif des Atlantes aux Mayas et aux Égyptiens permet surtout à l'auteur de cibler deux grands foyers culturels primitifs : le continent nord-américain et le pourtour méditerranéen.

### Biologie et fiction
Comme dans son premier roman, Retour à « O », l'auteur entraîne ses personnages et ses lecteurs dans les replis du corps vivant, celui d'un monstre aquatique évoluant dans un milieu aqueux et saturé de chlore. Stefan Wul abandonne la relative simplicité du ton qu'il avait adopté dans Niourk et rédige quelques dialogues très techniques entre deux de ses protagonistes sur les chaînes moléculaires et la place du chlore sur cette planète hostile. L'auteur invente ainsi un monde où le chlore, le palladium et la silice remplacent les molécules terrestres d'hydrogène, de fer et de carbone.

### Clin d'œil cinématographique
L'idée d'un vaisseau spatial échoué dans l'estomac d'un monstre aux dimensions gigantesques et attaqué par des animaux suceurs apparaît également dans le film L'Empire contre-attaque, seconde partie de la première trilogie de Star Wars.
Le concept d'un lien historique entre civilisations pré-colombienne et égyptienne, avec pour origine commune une influence extra-terrestre est utilisé quant à lui dans Alien vs. Predator sorti en 2004 sur les écrans.

## Classique de la science-fiction
Ce roman est considéré comme un grand classique de la science-fiction dans les ouvrages de références suivants :
- Jacques Goimard et Claude Aziza, Encyclopédie de poche de la science-fiction. Guide de lecture, Presses Pocket, coll. « Science-fiction », no 5237, 1986 ;
- Lorris Murail, Les Maîtres de la science-fiction, Bordas, coll. « Compacts », 1993.

## Critiques spécialisés
- Ronny L. Idels, Horizons du fantastique no 5, 1969 ;
- Denis Philippe, OPTA, dans la revue Fiction no 229, 1973 ;
- Le Bélial', dans la revue Bifrost, no 3, 1996.
- Lorris Murail, 1999 : « Habile roman à chute (qu'il est interdit de révéler), bien dans la manière foisonnante de l'auteur[2]. »

## Éditions françaises
- Fleuve noir, coll. « Anticipation » no 106, 1957 ;
- dans Œuvres, Robert Laffont, coll. « Ailleurs et Demain », classiques no 1 1970, rééditions en 1973 et 1984  (ISBN 2-221-04162-3);
- dans Œuvres, Edito-Service (Genève), coll. « Les chefs-d'œuvre de la science-fiction » no 17, 1976 ;
- Pocket, coll. « Science-fiction » no 5062, 1979  (ISBN 2-266-00806-4), couverture de Wojtek Siudmak ;
- Denoël, coll. « Présence du futur » no 569, 1996  (ISBN 2-207-50577-4), couverture Jean-Yves Kervévan.
- dans Œuvres complètes 1, Lefrancq, coll. « Volumes », 1996  (ISBN 2-87153-197-8) ;
- dans Stefan Wul – L'Intégrale, tome 2, Bragelonne, collection « Trésors de la SF », 2013  (ISBN 978-2-35294-688-5).

## Traductions

### En portugais
- (pt) O Templo do Passado, Livros do Brasil, coll. « Argonauta » (no 85), 1964.

### En anglais
- (en) The Temple of the Past, Seabury Press, 1973 (ISBN 0-8164-9148-8).

### En turc
- (tr) Geçmiş tapınağı, Can, 2006 (ISBN 975-07-0658-7).